# جوی جیووانی
جوی جیووانی (انگلیسی: Joy Giovanni؛ زادهٔ ۲۰ ژانویهٔ ۱۹۸۲) یک هنرپیشه اهل ایالات متحده آمریکا است.